# Revenge (película de 2017)
Revenge es una película francesa de terror y acción escrita y dirigida por la directora Coralie Fargeat, y protagonizada por Matilda Lutz, Kevin Janssens, Vincent Colombe y Guillaume Bouchède. La trama sigue a una mujer joven que es asaltada por tres hombres y dejada a morir en el desierto, donde se recupera y busca venganza sobre sus atacantes. 
Se proyectó en la sección Midnight Madness del Festival Internacional de Cine de Toronto 2017, en el programa Midnight Shivers del XXI Festival de Cine de Tallinn Black Nights (PÖFF) y en el programa de Midnight Premieres del Festival de Cine de Sundance de 2018. La película tuvo un estreno limitado en Estados Unidos por Neon el 11 de mayo de 2018.

## Reparto
- Matilda Lutz como Jennifer "Jen"
- Kevin Janssens como Richard
- Vincent Colombe como Stan
- Guillaume Bouchède como Dimitri "Dimi"
- Jean-Louis Tribes como Roberto

## Producción
La fotografía principal de la película comenzó el 6 de febrero y finalizó el 21 de marzo de 2017.

## Estreno
La película tuvo su estreno mundial en el Festival Internacional de Cine de Toronto el 11 de septiembre de 2017. Antes de eso, Shudder adquirió los derechos de distribución de la película. Más tarde se reveló que Neon distribuiría la película en los cines de Estados Unidos, antes de su estreno en Shudder.
La película fue estrenada en Francia el 7 de febrero de 2018 por Rézo Films. Fue estrenada en Estados Unidos el 11 de mayo de 2018, en un estreno limitado y a través de video a pedido.

## Recepción
Revenge recibió reseñas positivas de parte de la crítica y mixtas de la audiencia. En el sitio web especializado Rotten Tomatoes, la película posee una aprobación de 93%, basada en 135 reseñas, con una calificación de 7,6/10 y con un consenso crítico que dice: "Revenge rebana y corta los trópicos del género, trabajando dentro de un marco de explotación mientras agrega un giro feminista oportuno, aunque nunca menos que visceralmente emocionante". De parte de la audiencia tiene una aprobación de 58%, basada en más de 2.500 votos, con una calificación de 3,2/5.
El sitio web Metacritic le dio a la película una puntuación de 81 de 100, basada en 23 reseñas, indicando "aclamación universal". En el sitio IMDb los usuarios le asignaron una calificación de 6,4/10, sobre la base de 44.106 votos. En la página web FilmAffinity la cinta tiene una calificación de 5,6/10, basada en 5.391 votos.